# Jean-Louis Py
Jean-Louis Py (* 29. Dezember 1948 in Saint-Mandé) ist ein Général de corps d’armée der französischen Armee.
1968 ging er an die Militärschule Saint-Cyr. Drei Jahre später wurde er Offizier bei der Infanterie. An der Universität Grenoble machte er den Masterabschluss in Physik und Chemie und machte dort 1990 einen Kurs zum Thema Waffen. In der Infanterie diente er von 1971 bis 77 in Deutschland. Bei Armeeeinheiten war er auch in Wittlich und Saarburg. 1995/96 war er im IFOR-Hauptquartier in Bosnien tätig. 1998 wurde er als Brigadegeneral in Florenz bei EUROFOR tätig. 2003 wurde er Generalleutnant und sechster Kommandierender General von Eurokorps. 2004/5 war er Kommandeur der ISAF in Afghanistan.
Er ist verheiratet und hat vier Nachkommen.